# Muntanyes Birranga
Les muntanyes Birranga (en rus: го́ры Бырра́нга; Gori Birranga) són una serralada al mig de la península de Taimir, Sibèria, Rússia.
Tot i que es van explorar per primera vegada el 1736, les muntanyes de Birranga són una de les zones menys conegudes de l'Àrtida. El clima és continental i dur, amb freqüents tempestes de neu a l'hivern.
Aquesta serralada es troba dins de la divisió administrativa del Krai de Krasnoiarsk de la Federació Russa i forma part de la Gran Reserva Natural de l'Estat Àrtic, la reserva natural més gran de Rússia. No obstant això, la zona és molt allunyada, pràcticament no hi ha població, i l'accés és molt difícil per la manca de carreteres i assentaments.

## Geografia
Les muntanyes estan situades al nord i a l'oest del llac Taimir i tenen una allargada d'uns 1.100 km, formant una corba en bucle que discorre aproximadament direcció sud-oest cap a nord-est. El nom prové del terme бъранга [bəranga] de la llengua nganassan, que significa 'gran muntanya rocosa'.
La serralada té profunds canyons i barrancs, així com algunes petites glaceres a les seves zones orientals. Per altra banda, les muntanyes no són molt altes, amb una mitjana d'uns 500 m. El cim més alt és de 1.121 m.
Els rius Khutudabiga i Txetirekh tenen les seves fonts a la serralada de Birranga. El riu Taimir inferior flueix cap al nord tallant les muntanyes. Les terres baixes situades al nord i al sud d'aquestes muntanyes estan cobertes de tundra, petits llacs i zones humides (pantans i aiguamolls).

## Geologia
La serralada de Birranga és una formació herciniana rejovenida durant l'orogènia alpina. Està formada principalment per llims i roques intrusives de composició neutra. També hi ha grans àrees de formació calcària.

## Descobriment
Les muntanyes Birranga foren descubertes per primera vegada el 1736 pel mariner i explorador polar rus de l'Àrtida Vassili Próntxisxev, durant la segona expedició de Kamtxatka. Encara avui dia, les montanyes romanen una de les zones menys conegudes de l'Àrtida, sens dubte degut al clima, que és continental i dur, amb frequents tempestes de neu a l'hivern.